# Robert Raven
Robert John Raven (ur. 1960) – australijski arachnolog.
Robert Raven pracował w latach 1974-82 w Queensland Museum. W 1981 otrzymał tytuł Ph. D. po czym odbył stypendium podoktoranckie w nowojorskim American Museum of Natural History. Od 1985 pracuje jako kurator Queensland Museum. Jest założycielem Australasian Arachnological Society, prezesem World Spider Catalog Committee przy International Society of Arachnology, redaktorem Zootaxa ds. Mygalomorphae oraz konsultantem ds. ukąszeń pająków w Royal Children’s Hospital w Brisbane. Przewodzi najaktywniejszej arachnologicznej grupie badawczej w Australii. Specjalizuje się w pająkach. Opisał ponad 350 nowych dla nauki gatunków i ponad 40 rodzajów, a także dokonał rewizji na poziomie rodzinowym. W swoim dorobku ma ponad 50 publikacji naukowych, poświęconych najczęściej Mygalomorphae.